# Goulbichtché
Un goulbichtché (en russe : гульбище de гулять, 'promener') est un promenoir, une terrasse, entourant un bâtiment sur la partie supérieure, caractéristique de l'architecture russe. Il semble que l'origine de cet élément architectural provienne de Pskov où il est utilisé dès le XIe siècle. Il s'est répandu plus tard dans toute la Russie du Nord-Est. Les fouilles de 1954-1955 ont permis de démontrer que l'église de l'Intercession-de-la-Vierge sur la Nerl disposait, à l'origine, d'un tel goulbichtché en pierre blanche garni de majolique au sol.

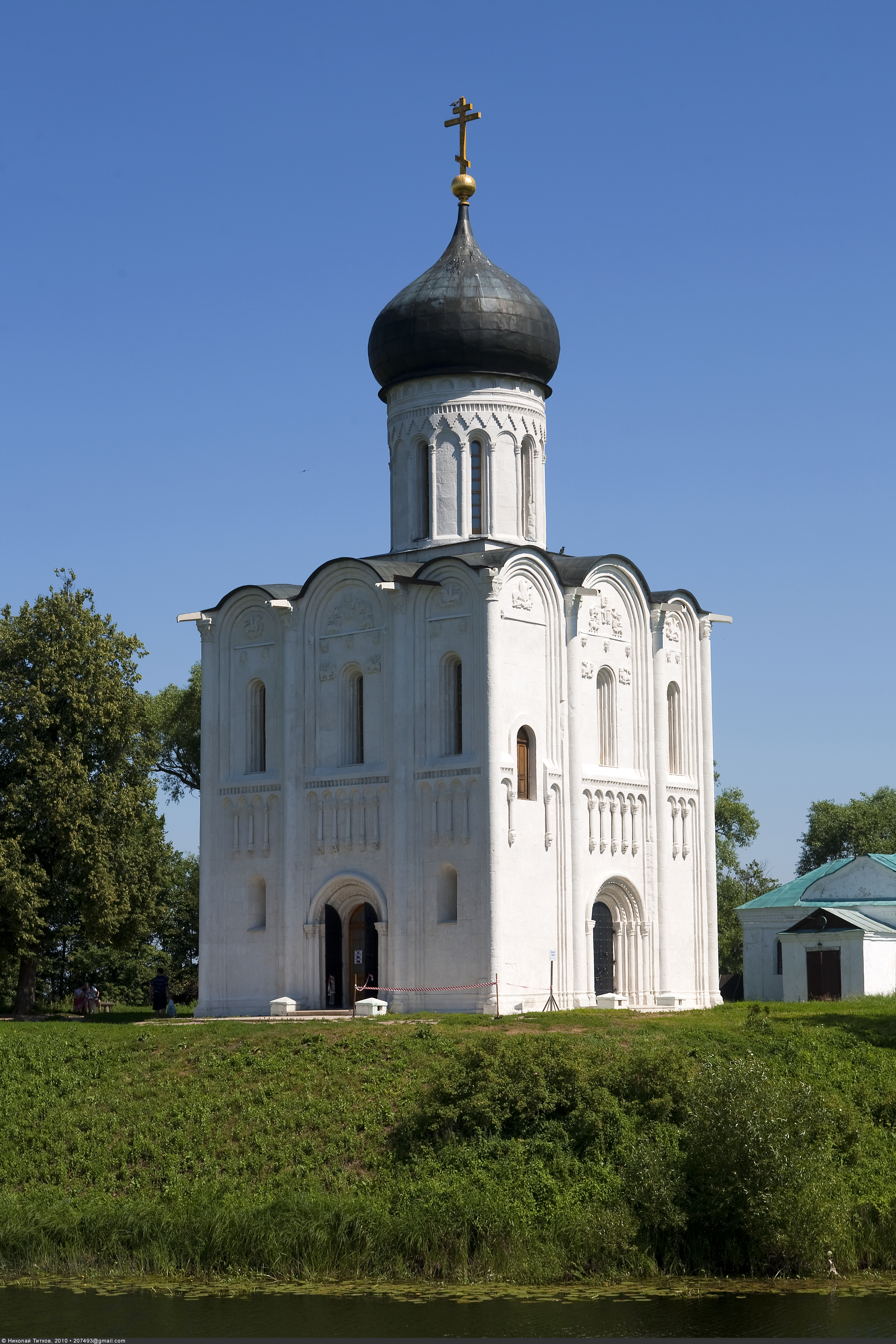
Église de l'Intercession-de-la-Vierge sur la Nerl disposait à l'origine de Goulbitchés
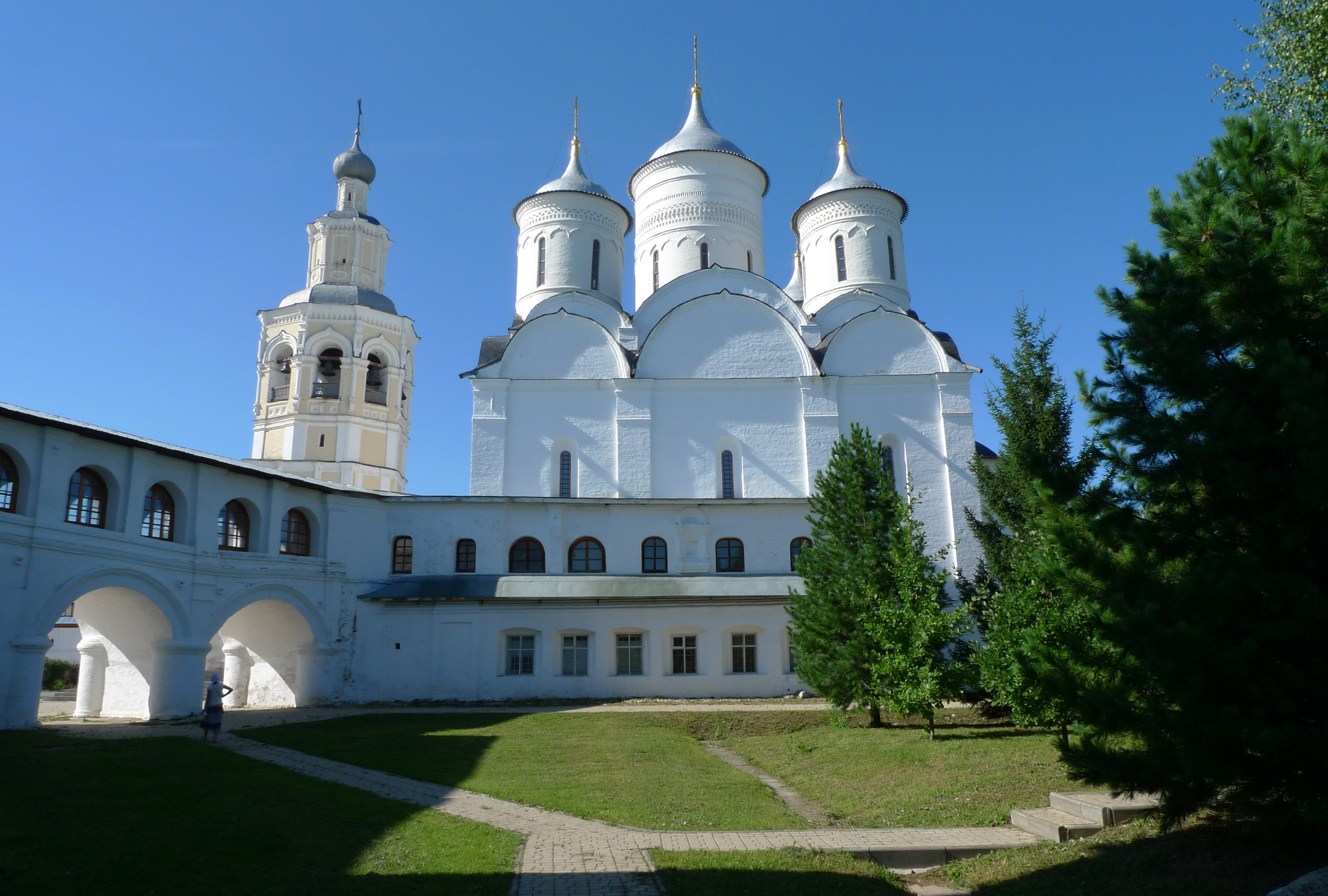
La cathédrale du Sauveur du monastère Spasso-Priloutsky
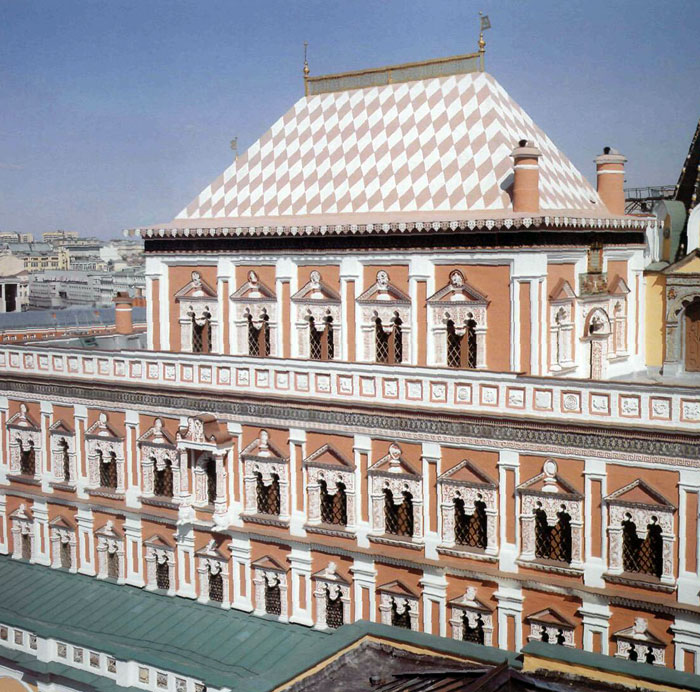
Palais des Térems à Moscou